# Toxotidae
Toxotidae è il nome di una famiglia di pesci ben più conosciuti con il nome volgare di Pesci arcieri: essa comprende un solo genere, a sua volta composto di 7 specie di pesci predatori. La famiglia appartiene all'ordine dei perciformi.

## Distribuzione ehabitat
Questi pesci sono diffusi nelle lagune e nelle zone costiere (soprattutto quelle coperte da mangrovie) dell'Asia (dal Golfo Persico alle Filippine, compreso l'arcipelago malese) e dell'Australia.

## Etimologia del nome
Il nome scientifico della famiglia deriva dalla parola greca toxotes, arciere: nome dovuto alla particolare tecnica di caccia di questi pesci.

## Descrizione

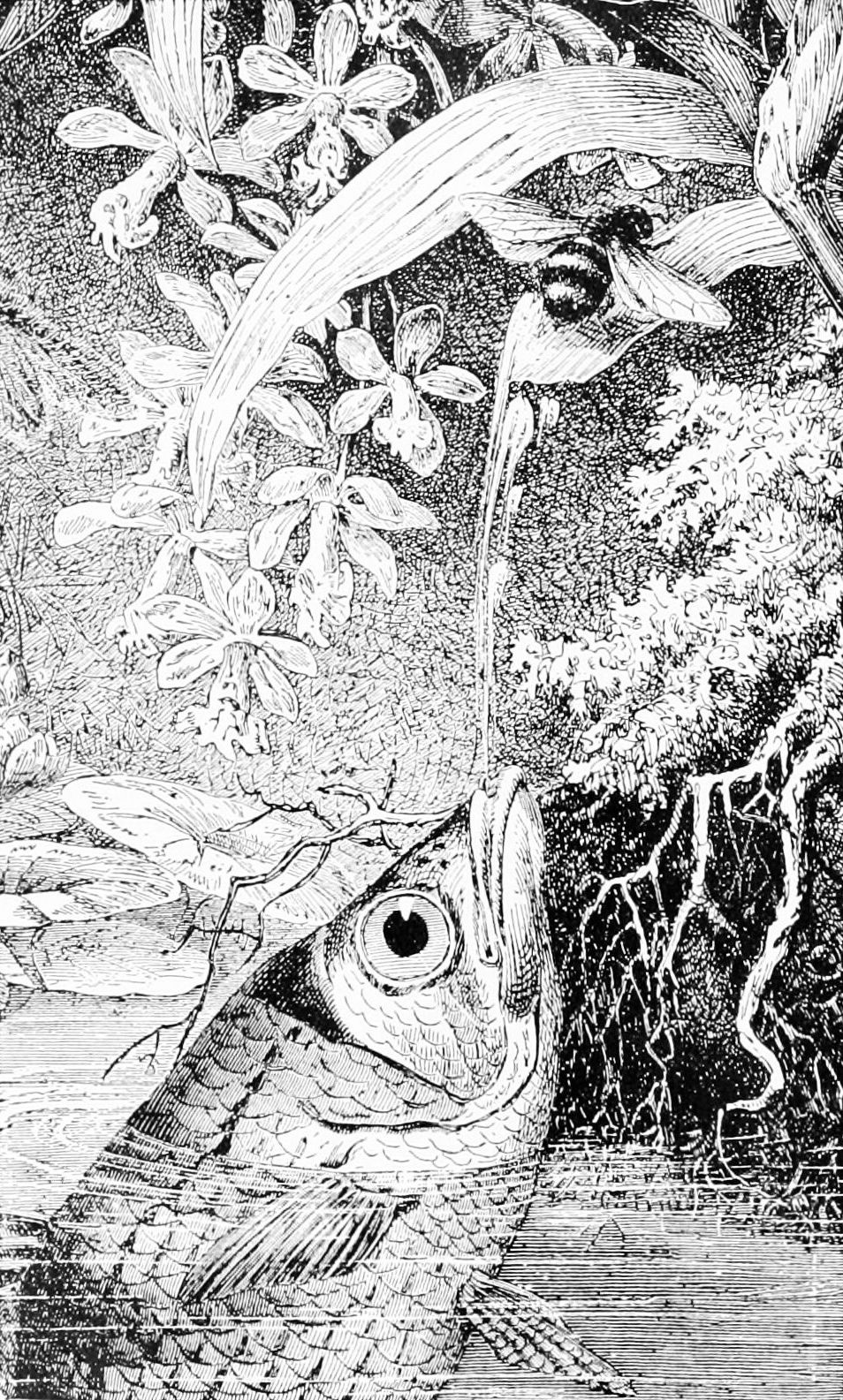
Illustrazione sulla modalità di caccia dei Toxotidi

Tutti i toxotidi presentano corpo allungato (con ventre ampio) compresso ai lati, con una bocca molto larga e rivolta verso l'alto; occhi grandi: sono pesci dotati di un'acutissima vista. La pinna dorsale è preceduta da 3-5 raggi robusti.
La colorazione dipende dalle specie ma anche dalla zona geografica, nella stessa specie e dall'età. In Toxotes jaculatrix la livrea presenta 4-6 bande nere verticali, che si restringono con l'età, su un colore di fondo bianco metallico. Le pinne sono orlate di nero, mentre la coda (ampia e a delta) è giallo-trasparente. 

Le dimensioni oscillano tra i 15 e i 40 cm.

## Riproduzione
La riproduzione di queste specie non è molto conosciuta, se non per qualche esiguo studio: sembra che la deposizione delle uova avvenga in mare, vicino alle zone coralline e che i piccoli si raggruppino in banchi per meglio sopravvivere. Una volta cresciuti abbastanza rientrano verso le acque salmastre, sciolgono i banchi a favore di una convivenza più minuta e con spiccato comportamento territoriale.

## Alimentazione
Sono pesci molto voraci, con carattere predatorio, che si nutrono esclusivamente di cibo vivo o comunque fresco.
Il nome di Pesce arciere deriva dalla capacità che hanno questi pesci di emettere dalla bocca un violento getto d'acqua (che negli esemplari adulti può raggiungere 1,5 metri) per colpire gli insetti che sostano inconsapevolmente su foglie o rami vicini alla superficie dell'acqua.

## Specie
I toxotidi presentano un solo genere e 7 specie:
- Toxotes blythii
- Toxotes chatareus
- Toxotes jaculatrix
- Toxotes kimberleyensis
- Toxotes lorentzi
- Toxotes microlepis
- Toxotes oligolepis